# Немачки торпиљери класе А
Немачки торпиљери класе А су били торпедни бродови-лаки разарачи који су дизајнирани од стране Marineamt-a (Немачка више команда у морнарици) за операције изван обала окупиране Фландрије у Првом светском рату. Ознака А се користила како би се избегла забуна са старијим класама бродова.
У оквиру ове класе изграђене су пет групе бродова у периоду 1914—1918. године, са тонажом од 109 - 335 тона. Сви бродови имали су подигнут прамац, плитак газ и торпедно наоружање које се састојало од једне до две цеви 450 mm.

## A1-A25
- Тежина 
  - Стандардна: 109 тона
  - Пуна: 148 тона
- Дужина: 41,58 метра
- Газ: 1,52 метра
- Ширина: 4,6 метра
- Максимална даљина пловљења: 440 наутичких миља/19 kn (35 km/h)
- Максимална брзина: 20 kn (37 km/h)
- Наоружање: 1 топ 50 mm или 52 mm, 2 торпедне цеви 450 mm, 4 мине
- Посада: 28 људи

| Ознака | Бродоградилиште        | Поринуће           | Завршетак градње   | Белешка                                                                   |
| ------ | ---------------------- | ------------------ | ------------------ | ------------------------------------------------------------------------- |
| А-1    | Вулкан Верке - Хамбург | 17. јануар 1915.   | 29. јануар 1915.   | Сасечен 1922. у Килу.                                                     |
| А-2    | Вулкан Верке - Хамбург | 17. март 1915.     | 23. март 1915.     | Потопљен од Британских разарача у 1. маја 1915.                           |
| А-3    | Вулкан Верке - Хамбург | 24. јун 1915.      | 13. јул 1915.      | Потонуо на путу Кил - Данциг 7. новембра 1915.                            |
| А-4    | Вулкан Верке - Хамбург | 26. јун 1915.      | 30. јун 1915.      | Потопљен 11. новембра 1918, извађен и био у Белгијској морнарици до 1931. |
| А-5    | Вулкан Верке - Хамбург | 5. мај 1915.       | 10. мај 1915.      | Након рата служи у Белгијској морнарици до 1931. - сасечен                |
| А-6    | Вулкан Верке - Хамбург | 3. април 1915.     | 8. април 1915.     | Потопљен од Британских разарача у 1. маја 1915.                           |
| А-7    | Вулкан Верке - Хамбург | 2. фебруар 1915.   | 19. април 1915.    | Потопљен од Француских разарача 21. марта 1918.                           |
| А-8    | Вулкан Верке - Хамбург | 25. април 1915.    | 21. мај 1915.      | Након рата служи у Белгијској морнарици до 1939. - сасечен                |
| А-9    | Вулкан Верке - Хамбург | 4. август 1915.    | 6. август 1915.    | Након рата служи у Белгијској морнарици до 1939. - сасечен                |
| А-10   | Вулкан Верке - Хамбург | 16. август 1915.   | 23. август 1915.   | Потонуо 7. фебруара 1918. након удара у мину - Северно море               |
| А-11   | Вулкан Верке - Хамбург | 4. јун 1915.       | 7. јун 1915.       | Након рата служи у Белгијској морнарици до 1931. - сасечен                |
| А-12   | Вулкан Верке - Хамбург | 28. април 1915.    | 2. мај 1915.       | Након рата служи у Белгијској морнарици до 1931. - сасечен                |
| А-13   | Вулкан Верке - Хамбург | 15. мај 1915.      | 21. мај 1915.      | Потопљен након погодка бомбе 16. августа 1917.                            |
| А-14   | Вулкан Верке - Хамбург | 22. јул 1915.      | 27. јул 1915.      | Након рата служи у Белгијској морнарици до 1931. - сасечен                |
| А-15   | Вулкан Верке - Хамбург | 10. јул 1915.      | 15. јул 1915.      | Потопљен од Француских разарача 23. августа 1915.                         |
| А-16   | Вулкан Верке - Хамбург | 16. јун 1915.      | 19. јун 1915.      | Након рата служи у Белгијској морнарици до 1931. - сасечен                |
| А-17   | Вулкан Верке - Хамбург | 8. јун 1915.       | 6. јул 1915.       | Сасечен у Килу 1922.                                                      |
| А-18   | Вулкан Верке - Хамбург | 2. јул 1915.       | 20. јул 1915.      | Сасечен у Килу 1922.                                                      |
| А-19   | Вулкан Верке - Хамбург | 9. септембар 1915. | 15. октобар 1915.  | Потопљен ударом прамцем Британског разарача Бота 21. марта 1918.          |
| А-20*  | Вулкан Верке - Хамбург | 27. август 1915.   | 1. септембар 1915. | Сасечен у Вихелмсхафену 1948.                                             |
| А-21   | Вулкан Верке - Хамбург | 1. јун 1915.       | 29. јун 1915.      | Сасечен у Килу 1921.                                                      |
| А-22   | Вулкан Верке - Хамбург | 22. мај 1915.      | 8. јун 1915.       | Сасечен после 1922.                                                       |
| А-23   | Вулкан Верке - Хамбург | 5. мај 1915.       | 29. мај 1915.      | Сасечен после 1922.                                                       |
| А-24   | Вулкан Верке - Хамбург | 12. јун 1915.      | 6. август 1915.    | Сасечен после 1922.                                                       |
| А-25   | Вулкан Верке - Хамбург | 13. јул 1915.      | 27. јул 1915.      | Сасечен после 1922.                                                       |

- А-20 - Након Првог светског рата у служби Белгијске ратне морнарице. Заробљен од Немаца маја 1940. године, коришћен као артиљеријски тренажни брод. Сасечен 1948. године

## A26 - A55
- Тежина:
  - Стандардна: 227-229 тона
  - Пуна: 250-252 тона
- Дужина: 50 метра
- Газ: 2,34 метра
- Ширина: 5,32-5,62 метра
- Максимална даљина пловљења: 690 наутичких миља/20 kn (37 km/h)
- Максимална брзина: 25 kn (46 km/h)
- Наоружање: 2 топа 88 mm, 1 торпедна цев 450 mm
- Посада: 29 људи

| Ознака | Бродоградилиште      | Поринуће            | Завршетак градње    | Белешка                                                                             |
| ------ | -------------------- | ------------------- | ------------------- | ----------------------------------------------------------------------------------- |
| А-26   | Шихау Верфт - Елбинг | 20. мај 1916.       | 22. јул 1916.       | Сасечен 1921. у Килу.                                                               |
| А-27   | Шихау Верфт - Елбинг | 27. мај 1916.       | 12. август 1916.    | Преузела Велика Британија 20. августа 1920, послат на сечење 1922.                  |
| А-28   | Шихау Верфт - Елбинг | 10. јун 1916.       | 26. август 1916.    | Преузела Велика Британија 20. августа 1920, послат на сечење 1922.                  |
| А-29   | Шихау Верфт - Елбинг | 15. јун 1916.       | 9. септембар 1916.  | Преузела Велика Британија 20. августа 1920, послат на сечење 1923.                  |
| А-30   | Шихау Верфт - Елбинг | 15. јул 1916.       | 28. септембар 1916. | Након рата служи у Белгијској морнарици до 1927. - сасечен                          |
| А-31   | Шихау Верфт - Елбинг | 1. јул 1916.        | 30. септембар 1916. | Преузела Велика Британија 20. августа 1920, послат на сечење 1923.                  |
| А-32*  | Шихау Верфт - Елбинг | 15. јул 1916.       | 10. октобар 1916.   | Сасечен после 1950. године                                                          |
| А-33   | Шихау Верфт - Елбинг | 29. јул 1916.       | 30. октобар 1916.   | Преузела Велика Британија 15. септембра 1920, послат на сечење 1923.                |
| А-34   | Шихау Верфт - Елбинг | 20. јул 1916.       | 8. новембар 1916.   | Преузела Велика Британија 15. септембра 1920, послат на сечење 1923.                |
| А-35   | Шихау Верфт - Елбинг | 19. август 1916.    | 1. децембар 1916.   | Преузела Велика Британија 20. августа 1920, послат на сечење 1922.                  |
| А-36   | Шихау Верфт - Елбинг | 14. август 1916.    | 27. новембар 1916.  | Преузела Велика Британија 20. августа 1920, послат на сечење 1922.                  |
| А-37   | Шихау Верфт - Елбинг | 12. август 1916.    | 24. новембар 1916.  | Преузела Велика Британија 15. септембра 1920, послат на сечење 1923.                |
| А-38   | Шихау Верфт - Елбинг | 17. октобар 1916.   | 14. март 1917.      | Преузела Велика Британија 15. септембра 1920, послат на сечење 1923.                |
| А-39   | Шихау Верфт - Елбинг | 12. септембар 1916. | 16. децембар 1916.  | Преузела Велика Британија 20. августа 1920, послат на сечење 1922.                  |
| А-40   | Шихау Верфт - Елбинг | 2. септембар 1916.  | 8. децембар 1916.   | Након рата служи у Белгијској морнарици до 1927.                                    |
| А-41   | Шихау Верфт - Елбинг | 8. децембар 1916.   | 16. март 1917.      | Преузела Велика Британија 20. августа 1920, послат на сечење 1922.                  |
| А-42*  | Шихау Верфт - Елбинг | 1. новембар 1916.   | 5. јануар 1917.     | Послат на сечење после 1943.                                                        |
| А-43   | Шихау Верфт - Елбинг | 25. децембар 1916.  | 2. април 1917.      | Након рата у Белгијској морнарици до 1927. - лучки тренажни брод до 1939. - сасечен |
| А-44   | Шихау Верфт - Елбинг | 10. март 1917.      | 30. април 1917.     | Преузела Велика Британија 20. августа 1920, послат на сечење 1922.                  |
| А-45   | Шихау Верфт - Елбинг | 8. новембар 1916.   | 15. јануар 1917.    | Преузела Велика Британија 3. септембра 1920, послат на сечење 1922.                 |
| А-46   | Шихау Верфт - Елбинг | 24. март 1917.      | 22. мај 1917.       | Преузела Велика Британија 3. септембра 1920, послат на сечење 1922.                 |
| А-47*  | Шихау Верфт - Елбинг | 23. април 1917.     | 22. јун 1917.       | Потопљен након експлозије 27. фебруара 1944.                                        |
| А-48   | Шихау Верфт - Елбинг | 9. јун 1917.        | 31. јул 1917.       | Преузела Велика Британија 3. септембра 1920, послат на сечење 1922.                 |
| А-49   | Шихау Верфт - Елбинг | 19. мај 1917.       | 9. јул 1917.        | Преузела Велика Британија 15. септембра 1920, послат на сечење 1923.                |
| А-50   | Шихау Верфт - Елбинг | 8. август 1917.     | 20. август 1917.    | Потонуо 17. новембра 1917. након удара у две мине - Северно море                    |
| А-51*  | Шихау Верфт - Елбинг | 16. мај 1917.       | 26. јул 1917.       | Сасечен после 1920.                                                                 |
| А-52   | Шихау Верфт - Елбинг | 18. јануар 1917.    | 1. април 1917.      | Преузела Велика Британија 15. септембра 1920, послат на сечење 1923.                |
| А-53   | Шихау Верфт - Елбинг | 3. фебруар 1917.    | 7. април 1917.      | Преузела Велика Британија 15. септембра 1920, послат на сечење 1923.                |
| А-54   | Шихау Верфт - Елбинг | 22. фебруар 1917.   | 14. април 1917.     | Преузела Велика Британија 15. септембра 1920, послат на сечење 1923.                |
| А-55   | Шихау Верфт - Елбинг | 10. март 1917.      | 27. април 1917.     | Преузела Велика Британија 15. септембра 1920, послат на сечење 1923.                |

Елбинг - сада Елблаг (Пољска)
- A-32 - Дана, 25. октобра 1917. се насукао приликом тешке олује на острво Сарема. Естонци га поправљају и поново порињују 1923, преименовали су га у Сулев и уведен је у строј као торпиљер. Дана, 6. августа 1940. уведен је у службу Балтичке флоте као стражарски брод, да би 17. октобра био пребачен у Поморску школу стражарскоих бродова НКВД-а, где је служио као школско стражарски брод, а 26. октобра му је промењено име у Аметист. Првог дана напада на СССР - 22. јун 1941. - брод је враћен Балтичкој флоти и поново је класификован као стражарски брод. Слижио је у Финском заливи током рата, а од 18. септембра 1942. до 1. октобра 1942. године је био у резерви. Дана, 15. јуна 1945. је враћен у Поморску школу стражарских бродова НКВД-а, а 4. јула 1945. године је повучен из морнарице и касније служи као школски брод. Током 1950-их је разоружан и повучен из поморских снага КГБ-а, а затим сасечен.
- A-42 - Након Првог светског рата у служби Белгијске ратне морнарице до 1927. Касније употребљаван као лучки тренажни брод. Заробљен од Немаца 30. априла 1940. Промењено име у Рајхер. Коришћен као тренажни брод до 1943. када је послат на сечење.
- A-47 - Након Првог светског рата у служби Белгијске ратне морнарице до 1927. У Другом светском рату узима неколико улога до капитулације Белгије. Преузет од Немаца маја 1940. Промењено име у Велфхен (ХР-1). Потонуо након експлозије 27. фебруара 1944.
- A-51 - Коришћен као флотни тендер на Медитерану, потопљен 29. октобра 1918. у близини Ријеке, извађен и послат на сечење 1920.

## A56 - A79
- Тежина: 
  - Стандардна: 330-335 тона
  - Пуна: 381-392 тона
- Дужина: 60-61,1 метара
- Газ: 2,34 метара
- Ширина: 6,42 метара
- Максимална даљина пловљења: 800 наутичких миља/20 kn (37 km/h)
- Максимална брзина: 28 kn (52 km/h)
- Наоружање: 2 топа 88 mm, 1 торпедна цев 450 mm
- Посада: 50 људи

| Ознака | Бродоградилиште      | Поринуће            | Завршетак градње    | Белешка                                                                         |
| ------ | -------------------- | ------------------- | ------------------- | ------------------------------------------------------------------------------- |
| А-56   | Вулкан - Шћећин      | 8. фебруар 1917.    | 14. април 1917.     | Потонуо након удара у мину 13. марта 1918. Северно море.                        |
| А-57   | Вулкан - Шћећин      | 28. фебруар 1917.   | 28. април 1917.     | Потонуо након удара у мину 2. марта 1918. Северно море.                         |
| А-58   | Вулкан - Шћећин      | 31. март 1917.      | 19. мај 1917.       | Потонуо након удара у мину 15. августа 1918. Северно море.                      |
| А-59*  | Вулкан - Шћећин      | 13. април 1917.     | 9. јун 1917.        | Сасечен 1941.                                                                   |
| А-60   | Вулкан - Шћећин      | 15. мај 1917.       | 23. јун 1917.       | Потонуо након удара у мину 23. новембра 1917. Северно море.                     |
| А-61   | Вулкан - Шћећин      | 15. мај 1917.       | 11. јул 1917.       | Предат Великој Британији 1920, сасечен 1923.                                    |
| А-62   | Вулкан - Шћећин      | 8. јун 1917.        | 25. јул 1917.       | Предат Великој Британији 1920, сасечен 1923.                                    |
| А-63   | Вулкан - Шћећин      | 16. јун 1917.       | 11. август 1917.    | Предат Француској 1920, сасечен 1923.                                           |
| А-64   | Вулкан - Шћећин      | 30. март 1918.      | 8. август 1918.     | Предат Пољској 1920. Промењено име у Краковиак - сасечен 1938.                  |
| А-65   | Вулкан - Шћећин      | 30. март 1918.      | 24. август 1918.    | Предат Бразилу 1920, сасечен 1922. у Уједињеном Краљевству.                     |
| А-66   | Вулкан - Шћећин      | 23. јун 1918.       | 20. септембар 1918. | Предат Француској 1920, сасечен 1923.                                           |
| А-67   | Вулкан - Шћећин      | 23. јун 1918.       | -                   | комплетиран 75%, сасечен у Хамбургу 1921.                                       |
| А-68*  | Шихау Верфт - Елбинг | 11. април 1917.     | 13. јун 1917.       | Претворен у брод складиште 1939.                                                |
| А-69   | Шихау Верфт - Елбинг | 28. април 1917.     | 4. јул 1917.        | Предат Пољској 1920, али 1921. замењен разарачем В-105, вероватно сасечен 1922. |
| А-70   | Шихау Верфт - Елбинг | 19. мај 1917.       | 23. јул 1917.       | Предат Јапану 1920, сасечен 1922.                                               |
| А-71   | Шихау Верфт - Елбинг | 9. јун 1917.        | 13. август 1917.    | Потонуо 4. маја 1918. након удара у мину Северно море                           |
| А-72   | Шихау Верфт - Елбинг | 30. јун 1917.       | 1. септембар 1917.  | Потонуо 14. маја 1918. након удара у мину Северно море                          |
| А-73   | Шихау Верфт - Елбинг | 7. јул 1917.        | 21. септембар 1917. | Потонуо 21. јануара 1918. након удара у мину Северно море                       |
| А-74   | Шихау Верфт - Елбинг | 4. август 1917.     | 9. октобар 1917.    | Предат Бразилу 1920, сасечен 1922. у Уједињеном Краљевству.                     |
| А-75   | Шихау Верфт - Елбинг | 11. август 1917.    | 26. октобар 1917.   | Предат Француској 1920, сасечен 1923.                                           |
| А-76   | Шихау Верфт - Елбинг | 1. септембар 1917.  | 12. новембар 1917.  | Предат Француској 1920, сасечен 1923.                                           |
| А-77   | Шихау Верфт - Елбинг | 22. септембар 1917. | 27. новембар 1917.  | Потонуо 21. јануара 1918. након удара у мину Северно море                       |
| А-78   | Шихау Верфт - Елбинг | 13. октобар 1917.   | 15. децембар 1917.  | Предат Бразилу 1920, сасечен 1922. у Уједињеном Краљевству.                     |
| А-79   | Шихау Верфт - Елбинг | 8. новембар 1917.   | 27. новембар 1917.  | Потонуо 11. јула 1918. након удара у мину Северно море                          |

- А-59 Предат Пољској 1920. Промењено име у Слазак. Класификован као тренажни брод мета 1937. године. Потопљен од Немачке Луфтвафе септембра 1939. Извађен и сасечен 1941.
- A-68 Предат Пољској 1920. Помењено име у Кујавиак. Брод се налази у Луци Данциг од 28. септембра 1921. Кујавиак је укључен у торпедну флотилу, јуна 1923. посећује Лаибау и Ригу а 1929. Копенхаген. Од јуна 1930. је укључен у флотилу тренажне флоте, а од априла 1932. је у подморничкој флотили као брод мета. 1936. године је преправљен и прквалификован као тендер. Септембра 1939. године Кујавиак је усидрен у Јама Кениецку где је коришћен као складиште за гориво, и ту је заробљен.

## A80 - A91
- Тежина: 
  - Стандардна: 330 тона
  - Пуна: 381 тона
- Дужина: 60,37 метара
- Газ: 2,11 метара
- Ширина: 6,41 метара
- Максимална даљина пловљења: 800 наутичких миља/20 kn (37 km/h)
- Максимална брзина: 26 kn (48 km/h)
- Наоружање: 2 топа 88 mm, 1 торпедна цев 450
- Посада: 50 људи

| Ознака | Бродоградилиште    | Поринуће           | Завршетак градње   | Белешка                                                           |
| ------ | ------------------ | ------------------ | ------------------ | ----------------------------------------------------------------- |
| А-80*  | Вулкан - Шћећин    | 24. октобар 1917.  | 21. децембар 1917. | Потопљен 1939. године                                             |
| А-81   | Вулкан - Шћећин    | 27. новембар 1917. | 10. јануар 1918.   | Предат Бразилу 1920, сасечен 1921. у Уједињеном Краљевству.       |
| А-82   | Вулкан - Шћећин    | 23. март 1918.     | 1. јун 1918.       | Коришћен као флотни тендер на Медитерану, предат Италији, сасечен |
| А-83   | Ховалдсверке - Кил | 28. мај 1918.      | -                  | Комплетиран 40-60%, сасечен у Килу 1921.                          |
| А-84   | Ховалдсверке - Кил | 19. април 1918.    | -                  | Комплетиран 40-60%, сасечен у Килу 1921.                          |
| А-85   | Ховалдсверке - Кил | 6. јун 1918.       | -                  | Комплетиран 40-60%, сасечен у Килу 1921.                          |
| А-86   | Вулкан - Шћећин    | 5. фебруар 1918.   | 8. април 1918.     | Предат Француској 1920, сасечен 1923.                             |
| А-87   | Вулкан - Шћећин    | 21. фебруар 1918.  | 8. април 1918.     | Предат Бразилу 1920, сасечен 1922. у Уједињеном Краљевству.       |
| А-88   | Вулкан - Шћећин    | 2. март 1918.      | 27. април 1918.    | Предат Великој Британији 1920, сасечен 1923.                      |
| А-89   | Вулкан - Шћећин    | 22. март 1918.     | 14. мај 1918.      | Предат Великој Британији 1920, сасечен 1923.                      |
| А-90   | Вулкан - Шћећин    | 6. април 1918.     | 6. јун 1918.       | Предат Великој Британији 1920, сасечен 1923.                      |
| А-91   | Вулкан - Шћећин    | 27. април 1918.    | 22. јун 1918.      | Предат Великој Британији 1920, сасечен 1923.                      |

- A-80 Предат Пољској 1920. Промењено име у Горал. Ново име добија 1922. - Подхаланин. Користи се као тендер до 1937. године. Потапа га Немачка Луфтвафе 1939. Извађен и сасечен

## A92 - A113
- Тежина: 
  - Стандардна: 335 тона
  - Пуна: 391 тона
- Дужина: 61,2 метара
- Газ: 2,12 метара
- Ширина: 6,42 метара
- Максимална даљина пловљења: 800 наутичких миља/20 kn (37 km/h)
- Максимална брзина: 26,5 kn (49,1 km/h)
- Наоружање: 2 топа 88 mm, 1 торпедна цев 450 mm
- Посада: 50 људи

| Ознака | Бродоградилиште      | Поринуће        | Завршетак градње | Белешка                                      |
| ------ | -------------------- | --------------- | ---------------- | -------------------------------------------- |
| А-92   | Шихау Верфт - Елбинг | 16. март 1918.  | 24. мај 1918.    | Предат Великој Британији 1920, сасечен 1922. |
| А-93   | Шихау Верфт - Елбинг | 9. април 1918.  | 18. јун 1918.    | Предат Великој Британији 1920, сасечен 1923. |
| А-94   | Шихау Верфт - Елбинг | 27. април 1918. | 19. јул 1918.    | Предат Великој Британији 1920, сасечен 1923. |
| А-95   | Шихау Верфт - Елбинг | 28. мај 1918.   | 19. август 1918. | Предат Великој Британији 1920, сасечен 1923. |
| А-96   | Вулкан - Шћећин      | -               | -                | Сасечен после 1919.                          |
| А-97   | Вулкан - Шћећин      | -               | -                | Сасечен после 1919.                          |
| А-98   | Вулкан - Шћећин      | -               | -                | Сасечен после 1919.                          |
| А-99   | Вулкан - Шћећин      | -               | -                | Сасечен после 1919.                          |
| А-100  | Вулкан - Шћећин      | -               | -                | Сасечен после 1919.                          |
| А-101  | Вулкан - Шћећин      | -               | -                | Сасечен после 1919.                          |
| А-102  | Вулкан - Шћећин      | -               | -                | Сасечен после 1919.                          |
| А-103  | Вулкан - Шћећин      | -               | -                | Сасечен после 1919.                          |
| А-104  | Вулкан - Шћећин      | -               | -                | Сасечен после 1919.                          |
| А-105  | Вулкан - Шћећин      | -               | -                | Сасечен после 1919.                          |
| А-106  | Вулкан - Шћећин      | -               | -                | Сасечен после 1919.                          |
| А-107  | Вулкан - Шћећин      | -               | -                | Сасечен после 1919.                          |
| А-108  | Вулкан - Шћећин      | -               | -                | Сасечен после 1919.                          |
| А-109  | Вулкан - Шћећин      | -               | -                | Сасечен после 1919.                          |
| А-110  | Вулкан - Шћећин      | -               | -                | Сасечен после 1919.                          |
| А-111  | Вулкан - Шћећин      | -               | -                | Сасечен после 1919.                          |
| А-112  | Вулкан - Шћећин      | -               | -                | Сасечен после 1919.                          |
| А-113  | Вулкан - Шћећин      | -               | -                | Сасечен после 1919.                          |

.